# Język tsat
Język tsat, także: huihui (hui) lub utsat (utset) – język austronezyjski używany na wyspie Hajnan w Chinach. Według danych szacunkowych z 2007 roku posługuje się nim mniej niż 4 tys. osób. Należy do grupy języków czamskich.
Obszar jego użycia obejmuje wsie Huixin i Huihui w rejonie miasta Sanya. W użyciu są także języki mandaryński, kantoński i hajnański (dialekt z grupy min). Tsat uchodzi za najsilniej zagrożony wymarciem spośród języków czamskich.
Długookresowy kontakt z językami chińskimi i dajskimi doprowadził do przekształcenia jego struktury. Jest zasadniczo językiem monosylabicznym, a jego tonalny charakter odróżnia go od prawie wszystkich przedstawicieli rodziny austronezyjskiej.